# Arany János utca metróállomás
Az Arany János utca a budapesti M3-as metróvonal egyik állomása a Deák Ferenc tér és a Nyugati pályaudvar között. A megállót 1981. december 30-án adták át a M3-as metróvonal II / B szakaszával. Az állomást 2020. március 7-étől 2023. március 20-áig felújítás miatt lezárták.
A Szent István-bazilika az állomástól délre található.

## Jellemzői
Az állomás mélyvezetésű, ötalagutas kialakítású, 24,02 méterrel található a felszín alatt. Az 1970-es évek második felében építették. Csupán az Arany János utcai mélyállomás megépítéséhez 27 ezer köbméter földet termeltek ki és szállítottak el. A két vágányt egy szigetperon szolgálja ki. Az utasperonokról három darab mozgólépcső áll rendelkezésre, az állomás kijárata közvetlenül a felszínhez kapcsolódik.

## Különlegessége
Az állomáson található egy pad, amelyet Kányádi Sándor költő Hiúság című verse után egy mérnökember kezdeményezésére állíttatott a BKV. Felavatására 2003. május 10-én került sor. A pad és az emléktábla az állomás felújítása után is megmarad.
A pad mögötti réztábla felirata: 
HIÚSÁG // Tagoló vers Sándor fiamnak / 20. születésnapjára // lelkemre / többre / nem / vágyom / lenne / bár / egy / padom / lenn / az / Arany János / nevét / viselő / metróállomáson // Kányádi Sándor, 1983 // *** // EZ ITT KÁNYÁDI SÁNDOR PADJA, / AKI FÁRADT, / MEGPIHENHET RAJTA. // A táblát a költő 74. születésnapján, 2003. május 10-én a BKV Rt. helyezte el.

## Átszállási kapcsolatok
| Arany János utca | 9, 15 72 |  |

## Képek

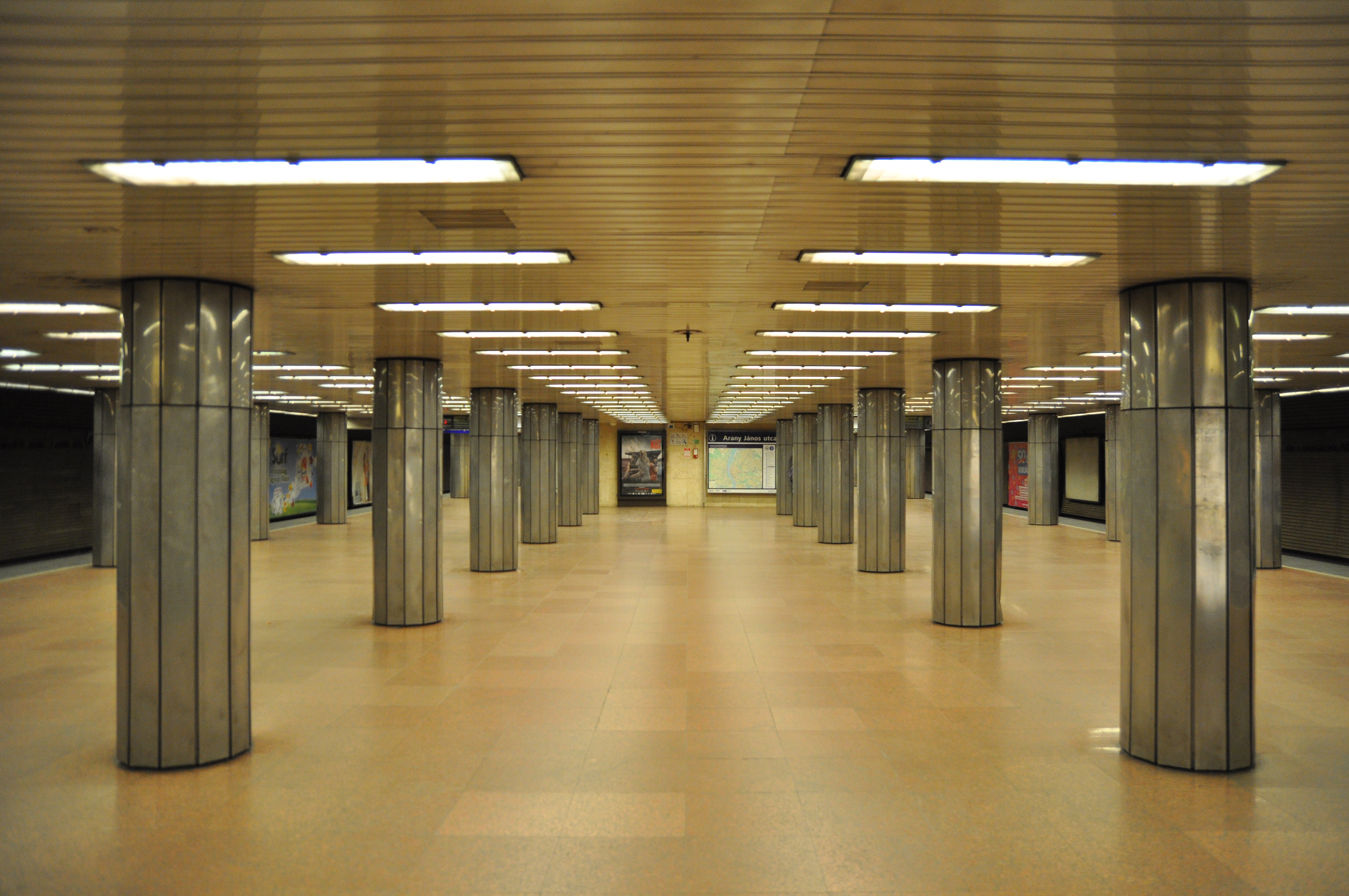
Felújítás előtt (2016)
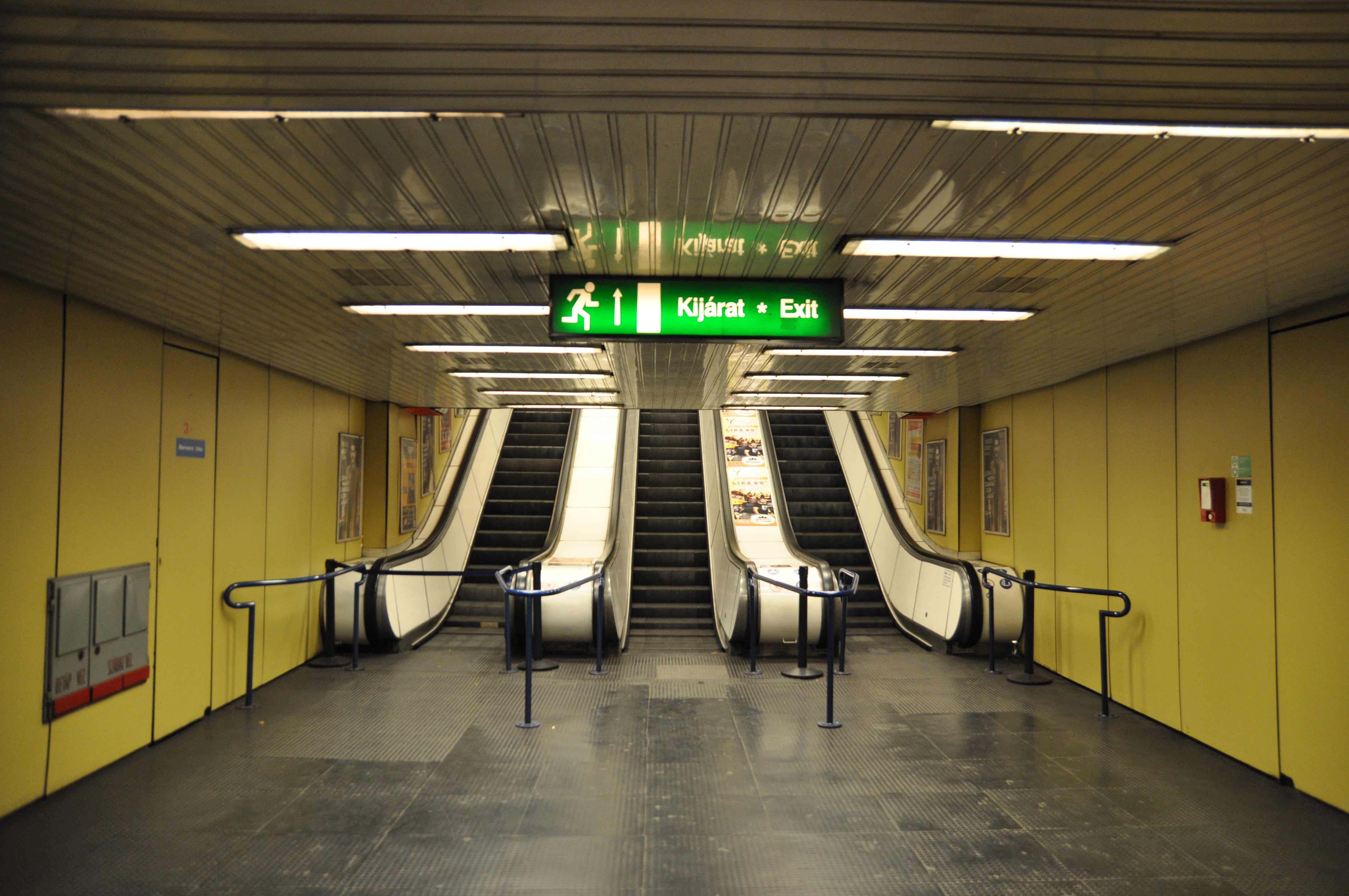
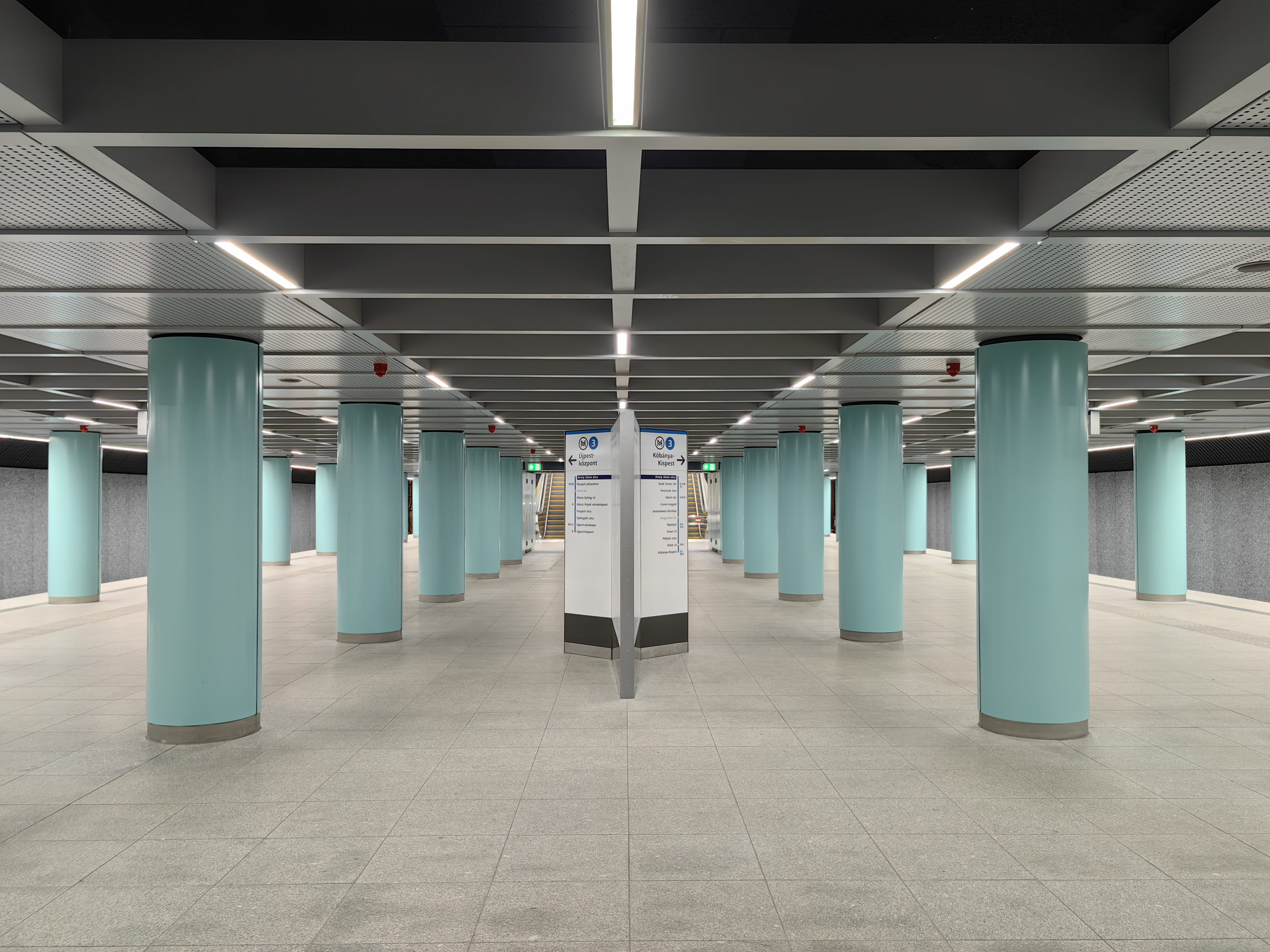
Felújítás után (2023)
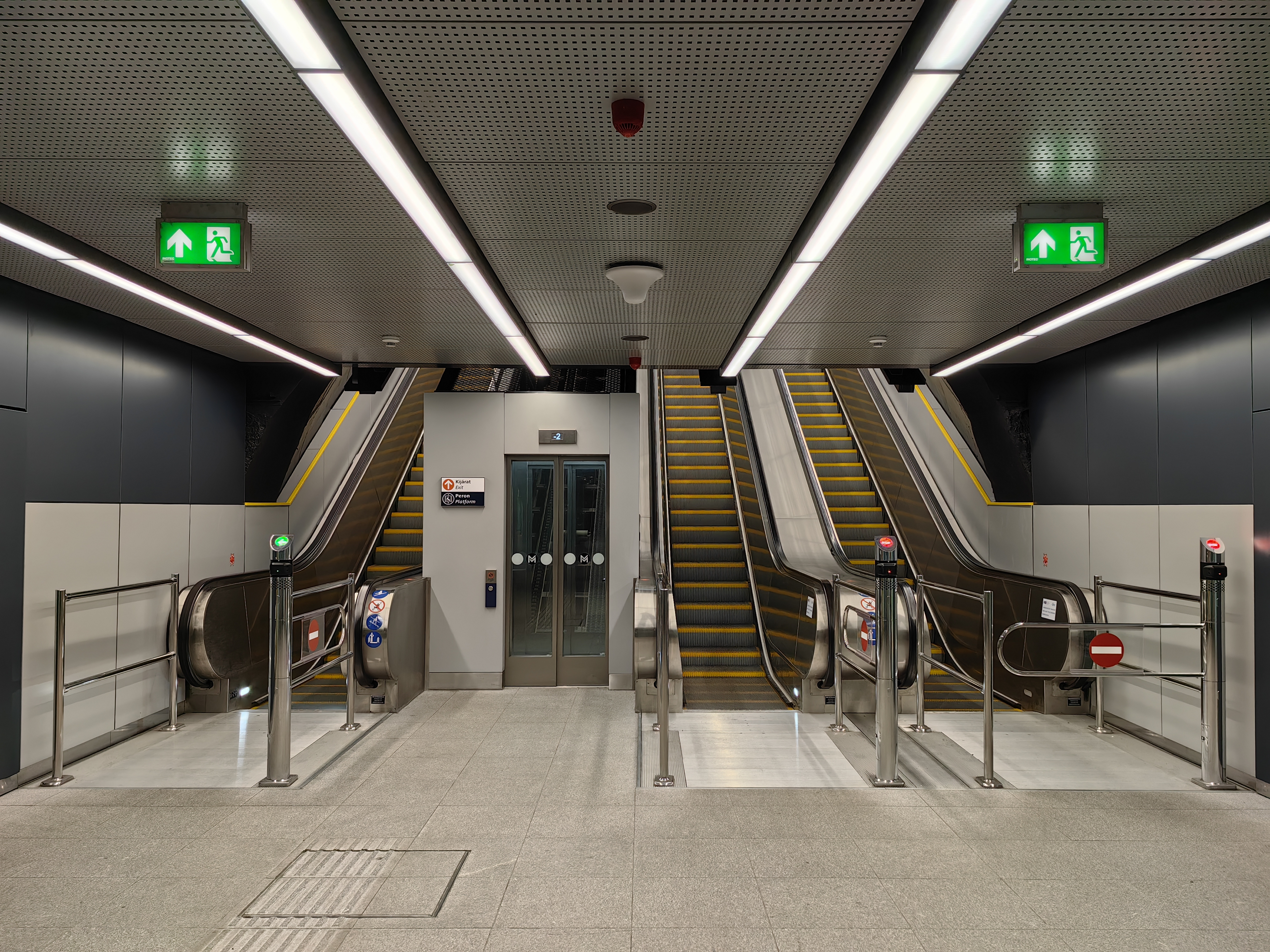
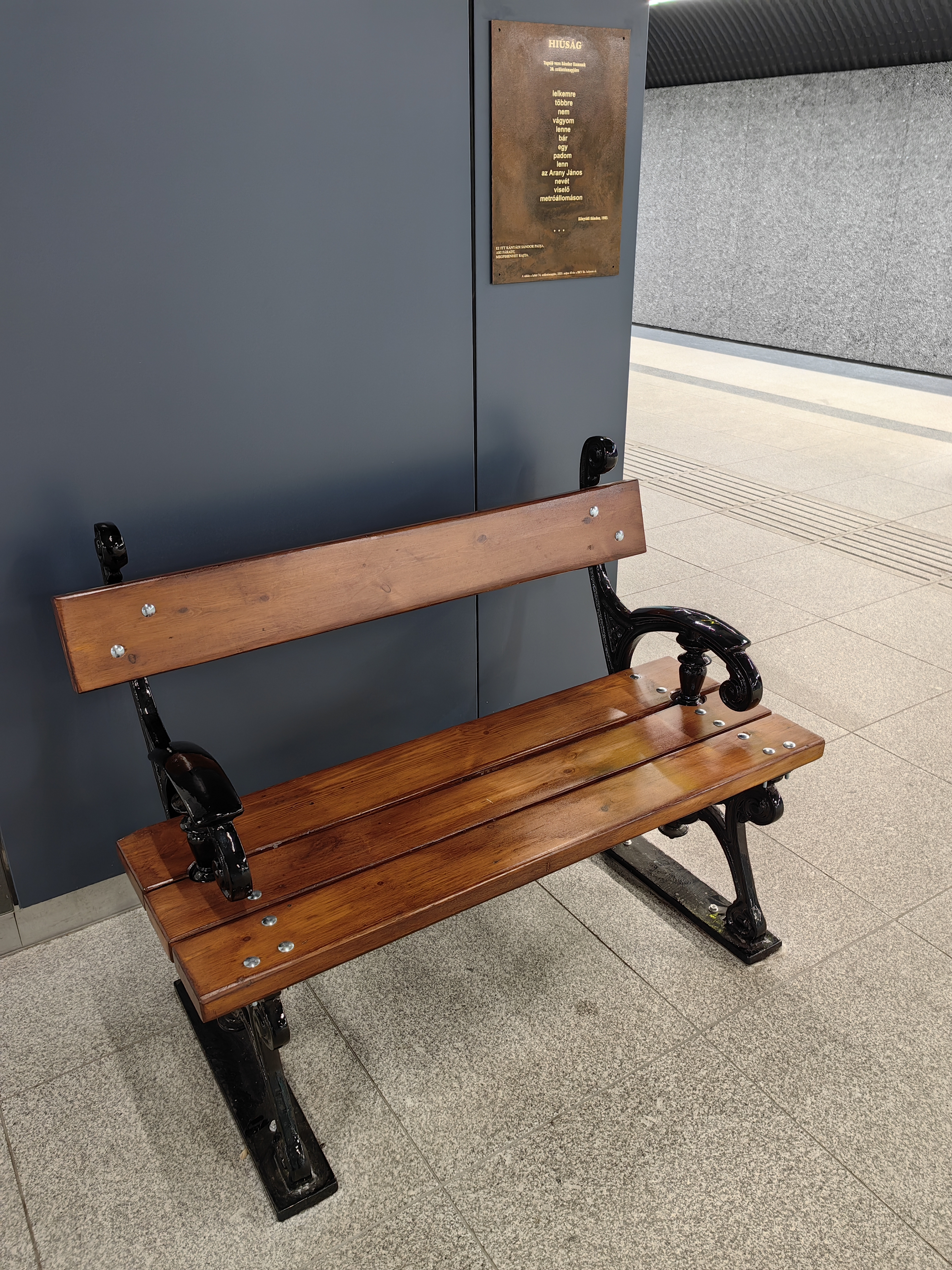